# Platocoelotes impletus
Platocoelotes impletus är en spindelart som först beskrevs av Peng och Wang 1997.  Platocoelotes impletus ingår i släktet Platocoelotes och familjen mörkerspindlar. Inga underarter finns listade i Catalogue of Life.